# Valiant Comics
2014Valiant Comics és una editorial de còmics americana, la primera versio de la qual va ser fundada el 1989 per l'exeditor en cap de Marvel Comics, Jim Shooter juntament amb l'advocat i empresari Steven Massarsky. El 1994, l'empresa va ser venuda a Acclaim Entertainment. Després de la fallida d'Acclaim el 2004, els actius de l'empresa van ser comprats com a part de Valiant Entertainment pels empresaris Dinesh Shamdasani i Jason Kothari el 2005. El 2011, Valiant va rebre una injecció de capital de l'empresa d'inversió privada Cuneo & Company, LLC. Peter Cuneo i Gavin Cuneo es van incorporar a l'empresa i es va anunciar un rellançament.
Valiant Entertainment va llançar la seva divisió editorial el 2012 com a part d'una iniciativa anomenada "Estiu de Valiant", guanyant el premi a l'Editor de l'Any i sent nominada a Llibre de l'Any als Premis Diamond Gem. Valiant va assolir rècords de vendes, i va ser l'editora de còmics més nominada als Premis Harvey del 2014, 2015 i 2016, llançant l'esdeveniment crossover independent més venut de la dècada amb "Book of Death" el 2015.
Valiant va ser venuda a DMG Entertainment el 2018. El juny de 2023, Valiant Comics va anunciar una associació de llicències amb Alien Books, que es faria càrrec de la publicació dels personatges de Valiant.
Les propietats de l'empresa s'han adaptat a altres mitjans, com ara videojocs, sèries digitals i figures de col·lecció. El personatge Bloodshot va ser adaptat a una pel·lícula homònima del 2020 protagonitzada per Vin Diesel.

## Historial de publicacions

### Voyager Communications
El 1988, l'exeditor en cap de Marvel Comics, Jim Shooter, Steven J. Massarsky i un grup d'inversors van intentar comprar Marvel Entertainment. Van presentar la segona oferta més alta, i el financer Ronald Perelman va fer la mateixa oferta i va adquirir Marvel. Shooter i Massarsky van formar Voyager Communications el 1989 amb un important finançament de capital risc de Triumph Capital. Valiant (un segell de Voyager Communications) va reclutar nombrosos escriptors i artistes de Marvel, com ara Barry Windsor-Smith i Bob Layton, i va llançar una línia interconnectada de còmics de superherois amb una barreja de personatges amb llicència de Western Publishing i creacions originals.
El 1992, l'editor en cap de Valiant, Jim Shooter, va rebre el Premi a la Trajectòria Professional per cocrear l'Univers Valiant en una cerimònia que també va honorar Stan Lee per cocrear l'Univers Marvel. Tanmateix, Shooter va deixar Valiant a finals de 1992. Segons Massarsky, "Jim tenia una idea diferent sobre la direcció de l'empresa, i li van demanar que marxés".
Valiant també va participar en diverses innovacions de màrqueting de còmics comunes a la dècada de 1990, com ara els números "origen" del número zero, el programa del logotip daurat, els cupons bescanviables per còmics originals i les portades de Chromium.

### Còmics Acclaim
El 1994, Voyager Communications va ser comprada pel desenvolupador i editor de videojocs Acclaim Entertainment per 65 milions de dòlars. Acclaim Comics va crear diversos videojocs basats en propietats de Valiant, com ara Shadow Man, Turok: Dinosaur Hunter, Armorines: Project SWARM i Iron Man and XO Manowar in Heavy Metal, que presentava XO Manowar de Valiant juntament amb Iron Man de Marvel. El 2004, després de perdre una important llicència de videojocs esportius, Acclaim es va declarar insolvent financerament i va declarar-se en fallida segons el Capítol 7.
El 2005, els drets dels personatges originals de Valiant/Acclaim, com ara Archer i Armstrong, Rai, i Quantum i Woody, van ser subhastats i comprats per Valiant Entertainment, mentre que els drets dels tres personatges amb llicència (Solar, Magnus i Turok) van tornar a Classic Media (aleshores propietària de les propietats de Gold Key Comics), que va ser adquirida per DreamWorks Animation SKG el juliol de 2012. La mateixa DreamWorks va ser comprada per Universal Studios el 22 d'agost de 2016.

### Entreteniment Valiant

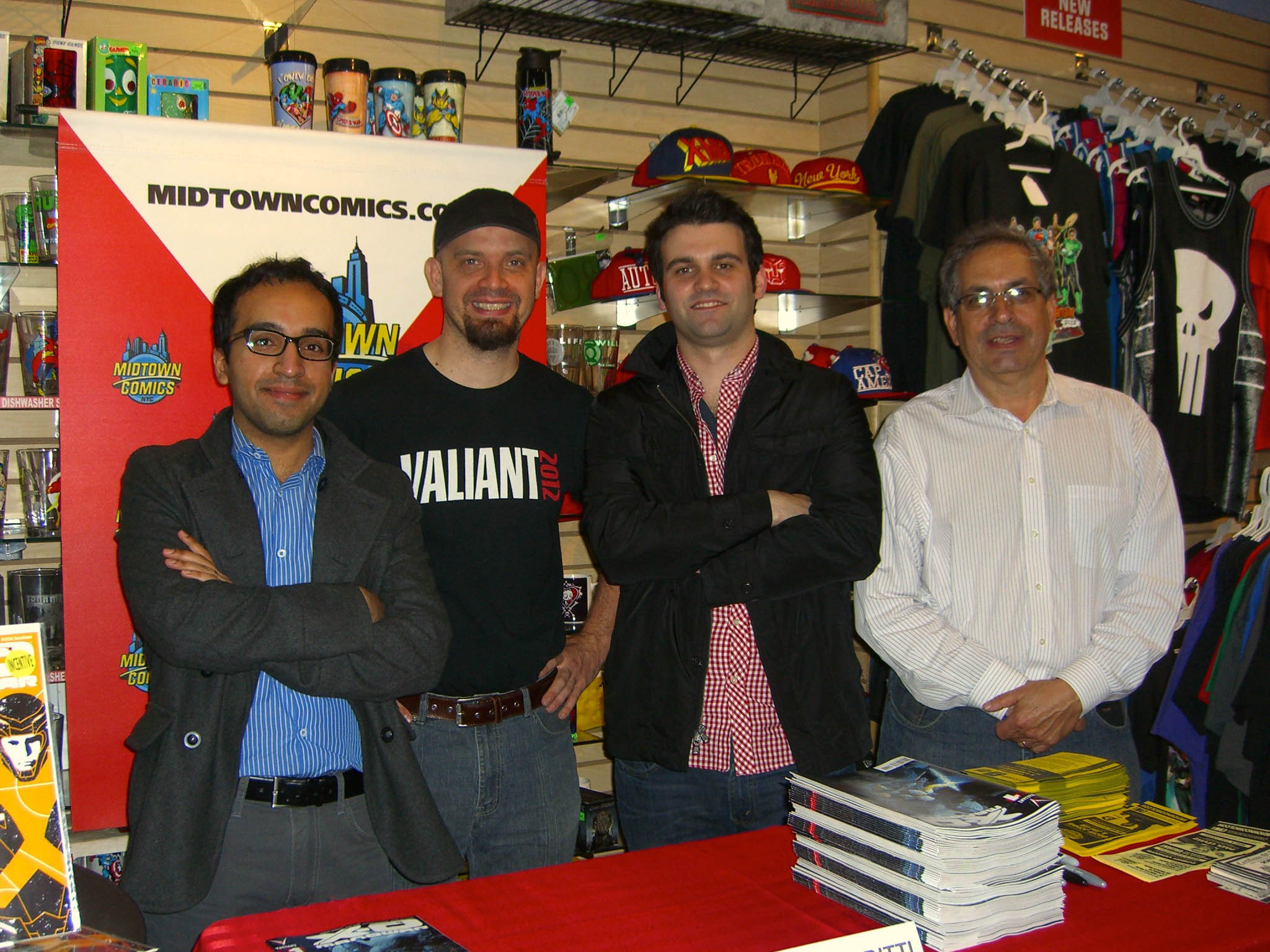
D'esquerra a dreta: Dinesh Shamdasani, director creatiu de Valiant; Atom Freeman, director de vendes; Hunter Gorinson, director de màrqueting i comunicació; i Fred Pierce, editor de Midtown Comics a Manhattan.

El 2005, un grup d'emprenedors liderat per Dinesh Shamdasani i Jason Kothari va aconseguir finançament i va adquirir els drets de la biblioteca de còmics Valiant dels hereus d'Acclaim Entertainment, formant Valiant Entertainment. El 2007, Valiant va contractar l'exeditor en cap de Valiant, Jim Shooter, per escriure nous relats curts que acompanyarien les reimpressions de tapa dura d'històries clàssiques de l'univers Valiant. El 2011, Valiant va anunciar que havia rebut una inversió de capital de Cuneo & Company. L'exdirector general i vicepresident de Marvel Comics , Peter Cuneo, va ser nomenat president de Valiant i Gavin Cuneo va esdevenir director financer i director d'operacions. Valiant va contractar llavors l'exeditor de Marvel, Warren Simons, com a editor executiu i l'expresident de la revista Wizard, Fred Pierce, com a editor.
El 2012, Valiant Entertainment va començar a publicar nous còmics mensuals basats en l'univers de personatges de Valiant Comics.
En un esdeveniment anomenat The Summer of Valiant el 2012, Valiant Entertainment va llançar l'univers Valiant Comics amb quatre títols en curs, XO Manowar, Harbinger, Bloodshot i Archer & Armstrong, un llançament cada mes durant quatre mesos. XO Manowar es va estrenar el 2 de maig de 2012 amb l'equip creatiu de l'escriptor Robert Venditti i el dibuixant Cary Nord. El primer número de XO Manowar va rebre més de 42.000 comandes anticipades, convertint Valiant en el llançament de nova editorial més gran en més d'una dècada, i finalment es va vendre a través de 4 impressions a preu complet.  El llançament de XO Manowar va ser seguit per Harbinger, llançat el juny de 2012 per l'escriptor Joshua Dysart i el dibuixant Khari Evans; Bloodshot, llançat el juliol de 2012 per l'escriptor Duane Swierczynski i el dibuixant Manuel Garcia; i Archer & Armstrong, llançat l'agost de 2012 per l'escriptor Fred Van Lente i el dibuixant Clayton Henry.
Coincidint amb el llançament de la publicació el 2012, Valiant va introduir el programa Pullbox, que anima els lectors a iniciar una subscripció a la versió Pullbox del títol que es llança amb la seva botiga de còmics per obtenir una versió de portada alternativa exclusiva del còmic, i la variant de veu QR, on el telèfon intel·ligent del lector, després d'escanejar un codi QR a la portada del còmic, reprodueix un vídeo de la boca de la figura, donant la impressió que la figura ha cobrat vida i està parlant amb el lector.
Valiant Entertainment va ampliar l'esdeveniment The Summer of Valiant 2012 i va afegir un cinquè títol en curs amb Shadowman el novembre de 2012, escrit per Justin Jordan i el dibuixant Patrick Zircher. El còmic va debutar com el còmic número 1 del mes, no Marvel i/o DC. Aquell mes, Valiant va anunciar que distribuiria exclusivament els seus còmics digitals a través de ComiXology (posteriorment adquirida per Amazon).
El 13 de febrer, Valiant va guanyar el premi a l'editor de còmics de l'any – Menys del 4% i va ser nominat a Millor còmic de l'any – Més de 3,00 dòlars XO Manowar nùm. 1 als premis Diamond Gem.
El gener de 2013, Valiant va anunciar que el director creatiu i cofundador Dinesh Shamdasani havia estat ascendit a CEO i director creatiu i que Jason Kothari deixava la direcció. Aquell mes de març, Valiant i Kamite van anunciar una associació per a l'edició en castellà a Mèxic.

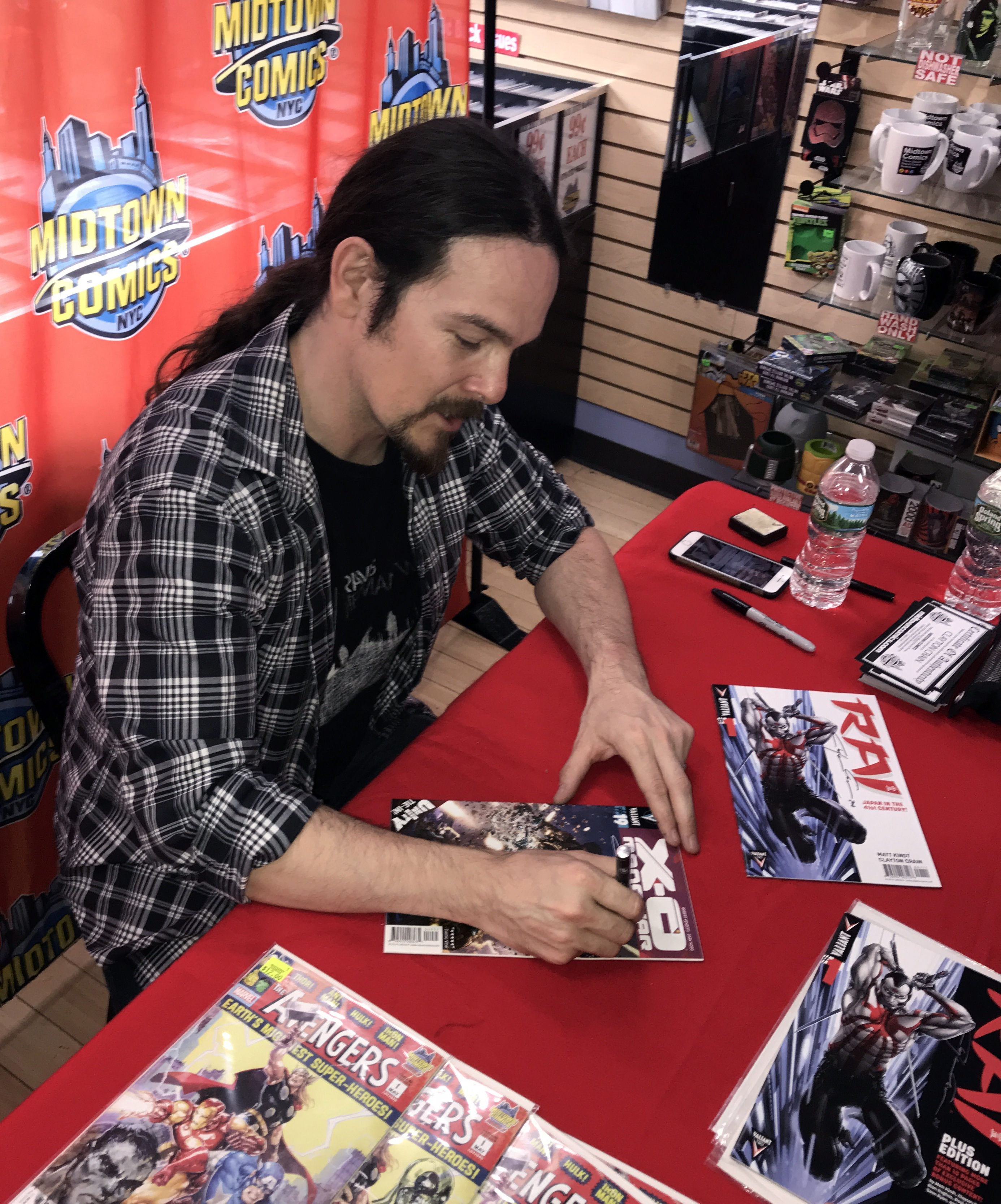
L'artista Clayton Crain signant còpies dels títols de Valiant, les portades dels quals ha il·lustrat, durant una aparició a Midtown Comics a Manhattan.

El maig de 2013, Valiant va anunciar The Summer of Valiant 2013, durant el qual l'empresa llançaria dos nous títols en curs, Quantum & Woody i Eternal Warrior, i publicaria un número especial de Bloodshot zero. Quantum & Woody, escrit per James Asmus i dibuixat per Tom Fowler, es va llançar el juliol de 2013, i es va convertir en el títol més nominat als Premis Harvey de 2014. Aquell novembre, Amazon va anunciar una nova llicència de Valiant Entertainment per a la seva plataforma Kindle Worlds, Panini i Valiant van anunciar una associació per a la publicació impresa i digital en llengües estrangeres a França, Itàlia i altres territoris, i Valiant va anunciar ComicCube Publishing com el seu soci de llançament a la Xina.
Diversos dels títols de llançament de Valiant van arribar a les seves conclusions previstes el 2014, amb Harbinger, Bloodshot i Archer & Armstrong tots concloent. Valiant va celebrar els èxits publicant un número d'aniversari de 48 pàgines per al vint-i-cinquè número de cada sèrie, i insinuant noves direccions per als personatges. Sèries en curs com XO Manowar, Unity i Rai van continuar, i es van combinar amb sèries limitades com Harbinger: Omegas, Eternal Warrior: Days of Steel, The Death-Defying Dr. Mirage i The Delinquents. El desembre de 2013, Valiant va anunciar la història crossover "Armor Hunters" del 2014, que consistia en una minisèrie de quatre números d'Armor Hunter i números de XO-Manowar i Unity. L'abril de 2014, Valiant va anunciar diverses noves associacions amb distribuïdors digitals, incloent Visionbooks, per distribuir una forma de còmics animats de Valiant per a dispositius digitals. Aquell agost, Valiant es va unir als còmics digitals de Madefire per a iOS i Android per a llançaments digitals i col·leccions digitals diaris, i també es va unir a ComicsPlus d'iVerse amb una biblioteca completa de còmics digitals.
Després de la conclusió d'Armor Hunters, Valiant va anunciar la seva iniciativa Valiant Next. Llançada el desembre de 2014 amb la minisèrie The Valiant, va continuar durant el 2015 amb els títols en curs Ninjak, Imperium, Ivar, Timewalker i Bloodshot Reborn i la minisèrie Divinity. Per a l'estiu de 2015, Valiant va anunciar la minisèrie d'esdeveniments Book of Death, acompanyada dels one-shots Book of Death: The Fall of Bloodshot, Book of Death: The Fall of Ninjak, Book of Death: The Fall of Harbinger i Book of Death: The Fall of XO Manowar i la minisèrie Book of Death: Legends of the Geomancer. Book of Death va ser un dels còmics més ben valorats de l'any i l'esdeveniment crossover independent més venut de la dècada. Derivada de Book of Death, la sèrie en curs Wrath of the Eternal Warrior es va llançar el novembre de 2015.
El 2015, Valiant va renovar el seu acord de distribució impresa amb Diamond Distributors, convertint Diamond en el distribuïdor mundial dels còmics i les novel·les gràfiques de Valiant dins dels mercats especialitzats de còmics i llibres a tot el món.
El 2017, Valiant va afegir deu noves col·laboracions editorials internacionals per a la Xina, l'Índia, Corea del Sud, el Pakistan i altres mercats especialitzats en còmics i llibres a tot el món.
El gener de 2016, Valiant va anunciar a la Valiant Summit 2016 que Valiant passaria el 2016 centrant-se en expandir el seu univers de personatges més enllà dels seus títols principals, llançant personatges nous a les minisèries Britannia i Savage; expandint Divinity en dues seqüeles — Divinity II i Divinity III: Stalinverse; i elevant personatges secundaris del títol Harbinger en dues noves minisèries — Generation Zero i Faith. Aquell mateix mes, es va llançar una minisèrie Faith de quatre números, que va generar un important interès mediàtic, i va ser una de les poques sèries de l'última dècada que va arribar a una cinquena impressió.
El juliol de 2016, Valiant va ser nominada a 50 premis Harvey, la major quantitat de nominacions per a qualsevol editorial aquell any, incloent-hi vuit per Bloodshot Reborn.
El 2017, Valiant va afegir deu noves col·laboracions editorials internacionals per a la Xina, l'Índia, Corea del Sud, el Pakistan i altres mercats internacionals.

#### DMG Entertainment
El gener de 2018, es va anunciar que DMG Entertainment havia adquirit Valiant Entertainment. Com a part de l'adquisició, es va anunciar que el CEO de Valiant, Dinesh Shamdasani, el president Peter Cuneo i el director d'operacions Gavin Cuneo deixarien l'empresa. El 23 de febrer de 2018, Valiant va anunciar The Life and Death of Toyo Harada, una minisèrie de sis números escrita per Joshua Dysart i dibuixada per CAFU que es publicaria en algun moment del 2019. El 6 de març de 2018, es va anunciar que el vicepresident de màrqueting i comunicacions de Valiant, Hunter Gorinson, havia deixat l'empresa.
El 8 de març de 2018, Valiant va anunciar que havia contractat Karl Bollers com a editor. El 22 de març de 2018, Valiant va anunciar que havia contractat Mel Caylo com a director de màrqueting. El 9 d'abril de 2018, Valiant va anunciar que havia contractat Joe Illidge com a editor executiu a partir del 5 d'abril de 2018. El 16 d'abril de 2018, el cap de redacció de Valiant, Warren Simons, va anunciar que havia deixat l'empresa. El 17 d'abril, Valiant va anunciar que havia ascendit Robert Meyers de director de redacció a director editorial.
El 7 de juny de 2018, Valiant va anunciar que llançaria quatre nous títols sota la marca "Valiant Beyond": Faith: Dreamside, una sèrie limitada escrita per Jody Houser i dibuixada per MJ Kim, que es llançarà al setembre; Bloodshot Rising Spirit, una sèrie en curs escrita per Lonnie Nadler i Zac Thompson i dibuixada per Ken Lashley, que es llançarà al novembre; Livewire, una sèrie limitada escrita per Vita Ayala i dibuixada per Raúl Allén i Patricia Martín, que es llançarà al desembre; i Incursion, una sèrie limitada escrita per Andy Diggle i dibuixada per Doug Braithwaite, que es llançarà al febrer de 2019.
El 5 de juliol de 2018, Valiant va anunciar que el minorista de còmics Matthew Klein s'havia incorporat a l'empresa com a director de vendes després d'haver-hi treballat anteriorment com a gerent de vendes. El 26 de juliol de 2018, Valiant va anunciar que la veterana de la indústria del còmic Lysa Hawkins s'havia incorporat a l'empresa com a editora. El 13 de setembre de 2018, Valiant va anunciar que havia contractat Emily Hecht com a gerent de vendes i xarxes socials. El 3 d'octubre de 2018, Valiant va anunciar que havia ascendit Karl Bollers a editor sènior.
El 24 d'octubre de 2018, Valiant va anunciar que havia contractat l'exbecari Oliver Taylor com a coordinador de llicències internacionals. El 31 d'octubre de 2018, Valiant va anunciar que havia ascendit Julia Walchuk a gerent de vendes i esdeveniments en directe. El 9 de desembre de 2018, Valiant va anunciar que havia ascendit Matthew Klein a vicepresident de vendes i màrqueting. L'11 de desembre de 2018 es va anunciar que Joe Illidge havia deixat l'empresa i que Robert Meyers havia estat ascendit a director editorial sènior.
El 12 de desembre de 2018, Valiant va anunciar la seva llista "Breakthrough" dels primers números que es llançaran el 2019. Els quatre títols inclouen l'anteriorment anunciat The Life and Death of Toyo Harada, escrit per Joshua Dysart i dibuixat per diversos artistes que es llançarà al març; Punk Mambo, una sèrie limitada de cinc números escrita per Cullen Bunn i dibuixada per Adam Gorham que es llançarà a l'abril; Fallen World, una sèrie d'esdeveniments de cinc números escrita per Dan Abnett i dibuixada per Adam Pollina amb el personatge Rai que es llançarà al maig; i Killers, escrita per B. Clay Moore i dibuixada per Fernando Dagnino que es llançarà al juliol. Dos dies després, l'empresa va anunciar que havia contractat el becari editorial Drew Baumgartner com a editor adjunt i Zane Warman com a coordinador de llicències nacionals.
El 7 de gener de 2019, Valiant va anunciar que havia contractat l'exgerent de JHU Comic Books, Dani Ward, com a gerent de vendes. El 9 de gener de 2019, Valiant va anunciar que havia contractat l'exeditora assistent de Marvel, Heather Antos, com a editora. El mes següent, Valiant va anunciar una sèrie en curs de Psi Lords escrita per Fred Van Lente i dibuixada per Renato Guedes que es llançaria el juliol de 2019. Això aniria seguit en els mesos següents per anuncis de noves sèries. El 14 de març, Valiant va anunciar que una nova sèrie en curs de Bloodshot es llançaria el setembre de 2019, escrita per Tim Seeley i dibuixada per Brett Booth. La sèrie es llançaria amb un one-shot escrit per Seeley que es publicaria el 4 de maig de 2019 com a part del Dia del Còmic Gratuït. Els tres primers números es recopilaran i es publicaran com a edició de butxaca comercial al desembre per coincidir amb el llançament de la pel·lícula Bloodshot el 21 de febrer de 2020. El 17 d'abril, l'editora Heather Antos va anunciar a Twitter que una nova sèrie en curs de XO Manowar es llançaria al novembre de 2019, escrita per Dennis Hopeless i dibuixada per Emilio Laiso. L'11 de juliol es va anunciar que una minisèrie de Ninjak de quatre números escrita per Cullen Bunn i dibuixada per Ramon F. Bachs debutaria aquell octubre.
El 30 de juliol de 2019, Valiant va anunciar que havia contractat Kat O'Neill com a directora d'esdeveniments en directe i vendes. El 13 d'agost, Valiant va anunciar que una nova sèrie de la Rai es llançaria al novembre, escrita per Dan Abnett i dibuixada per Juan José Ryp. El 17 de setembre, Valiant va anunciar que una minisèrie de cinc números de The Visitor es llançaria al desembre, escrita per Paul Levitz i dibuixada per MJ Kim. Tres dies després, l'empresa va contractar el cofundador i editor sènior de Legendary Comics, Greg Tumbarello, com a editor per desenvolupar noves propietats i avançar en la propietat intel·lectual existent.
L'1 d'octubre de 2019, Valiant va anunciar que una nova sèrie de Quantum & Woody es llançaria al gener de 2020, escrita per Chris Hastings i dibuixada per Ryan Browne. Dos dies després, l'empresa va revelar que el personatge de Faith Herbert apareixeria en una sèrie de novel·les en prosa per a joves adults copublicades amb el segell editorial de HarperCollins, Balzer + Bray. La primera novel·la, FAITH: Taking Flight, escrita per l'autora Julie Murphy, es publicaria a principis de 2020 El 30 d'octubre, Valiant va publicar una imatge teaser amb el logotip d'ocell de Harbinger sobre un fons blau, amb l'etiqueta #Valiant2020 a la part inferior.
El 12 de novembre de 2019, Valiant va anunciar que una nova versió de Doctor Tomorrow debutaria en una sèrie homònima que es llançarà al febrer de 2020, escrita per Alejandro Arbona i dibuixada per Jim Towe. El 18 de novembre, Valiant va anunciar que el president de productes de consum, Russell Brown, que havia estat a l'empresa des del gener de 2013, havia marxat per ocupar el càrrec de vicepresident sènior d'entreteniment a Authentic Brands Group.
L'11 de març de 2020, Valiant va anunciar que Heather Antos i Lysa Hawkins havien estat ascendides a editores sèniors. Aquell juliol, Valiant va anunciar que havia contractat l'exeditor de Marvel i Top Cow, David Wohl, com a editor sènior. El 17 d'agost, l'empresa va indicar que reestructuraria l'empresa, apropant les seves divisions editorials, de televisió i de cinema i traslladant les seves oficines de Nova York a una altra ubicació dins de la ciutat, amb l'editor David Wohl treballant des de les oficines de Los Angeles de DMG Entertainment.
A l'agost de 2020, es va informar que Valiant, que havia estat una de les primeres editorials de còmics a confinar-se en resposta a la pandèmia de la COVID-19, havia optat per tancar permanentment la seva oficina de Manhattan i fer que els seus empleats treballessin de forma remota.
El juny de 2023, la producció de Valiant Comics havia disminuït durant l'any anterior a un títol mensual, XO Manowar Unconquered, amb un altre títol, Ninjak Superkillers, que estava previst que debutés a finals d'any. Aquell mes, l'empresa va anunciar una associació de llicència amb Alien Books, que faria que l'editorial es fes càrrec de la publicació dels còmics, novel·les gràfiques i col·leccions de rústica rade paperback de Valiant.

## En altres mitjans

### Àudio
L'agost de 2014, Valiant es va associar amb Pendant Productions per produir drames d'àudio basats en els seus còmics. El primer d'aquests, Archer & Armstrong: The Michelangelo Code, es va estrenar el 2016.

### Cinema i televisió
El 2014, Valiant i Sean Daniel Company van anunciar que estaven col·laborant per produir una pel·lícula d' Archer i Armstrong.
El març de 2015, Valiant va signar un acord de col·laboració amb DMG Entertainment que incloïa una inversió de nou xifres per a adaptacions cinematogràfiques i televisives dels personatges de Valiant. Aquell maig, Valiant va anunciar una col·laboració amb Sony Pictures per produir cinc pel·lícules basades en els còmics Bloodshot i Harbinger. Les pel·lícules estarien ambientades en un univers compartit, que es llançaria amb Bloodshot, seria coproduït per Original Film, i culminaria en una pel·lícula crossover, Harbinger Wars. Els drets de Harbinger serien adquirits posteriorment a Sony per Paramount Pictures el 2019.
El març de 2017, es va anunciar que Valiant estava desenvolupant una sèrie de televisió sobre Quantum i Woody amb els germans Russo. Més tard es va anunciar que TBS estava desenvolupant la sèrie com una franquícia. Aquell juny, es va informar que Reginald Huldin, director de Marshall i expresident de BET, havia d'escriure i dirigir Shadowman de Valiant, mentre que J. Michael Straczynski en seria el productor executiu.
El març de 2018, es va anunciar que Vin Diesel protagonitzaria el personatge principal d'una adaptació cinematogràfica de Bloodshot. La pel·lícula es va estrenar el 13 de març de 2020, amb una qualificació del 31% a Rotten Tomatoes. Aquell juliol, Sony Pictures va anunciar que estava desenvolupant una pel·lícula basada en el personatge de Valiant, Faith Herbert, amb Maria Melnik escrivint el guió. Aquell desembre, es va anunciar que la cadena CW estava desenvolupant un drama sobre el Dr. Mirage.
El novembre de 2020, es va informar que s'estava desenvolupant una seqüela de Bloodshot amb Vin Diesel per tornar a interpretar el personatge principal.

### Sèrie digital
El 2015, la primera Cimera Valiant es va retransmetre des de la seu de Twitter a San Francisco. La Cimera Valiant 2016 es va retransmetre en directe per Twitch des del UCB Theatre de Nova York.
La segona temporada del concurs Valiant Vanquished va començar a emetre's en streaming a Twitch el març de 2017. Estava basat en el món del joc de rol Valiant Universe de Catalyst Game Labs. El mes següent, la tercera Cimera Valiant es va emetre a Twitch TV.
El 21 d'abril de 2018, Bat in the Sun Productions i Valiant Digital van llançar la sèrie web Ninjak vs. the Valiant Universe a ComicBook.com, amb Michael Rowe com a Ninjak.

### videojocs
Acclaim Entertainment va produir nombrosos videojocs basats en personatges dels Valiant. Els jocs es van produir per a diverses consoles i plataformes mòbils de PlayStation, Nintendo i Xbox. Aquests jocs incloïen Iron Man i XO Manowar in Heavy Metal, Turok: Dinosaur Hunter, Turok: Battle of the Bionosaurs, Turok 2: Seeds of Evil, Shadow Man, Turok: Rage Wars, Armorines: Project SWARM, Turok 3: Shadow of Oblivion, Shadow Man: 2second Coming i Turok: Evolution.
El desembre de 2019, Valiant va anunciar una associació amb Blowfish Studios per crear videojocs multiplataforma amb personatges de Valiant.

### Productes de consum
El 2012, Valiant va anunciar una col·laboració amb Rittenhouse Archives per a targetes col·leccionables.
El 2013, Valiant es va associar amb l'empresa de marxandatge Cinderblock per produir roba.
El març de 2014, Valiant i Catalyst Game Labs van anunciar una associació per a una nova línia de jocs de taula basats en còmics. Aquell maig, Valiant es va associar amb Pendant Productions per produir drames d'àudio basats en els seus còmics. El primer d'aquests, Archer & Armstrong: The Michelangelo Code, es va publicar el 2016.
El 2015, Quarantine Studio va llançar una estàtua col·leccionable de Bloodshot.
El 2016, Pop! Vinyl va estrenar una figura de Faith "Zephyr" Herbert.
El febrer de 2017, el Vans Warped Tour va anunciar que s'associava amb Valiant, que proporcionaria tot el material gràfic i la imatge de marca per a la temporada d'estiu de 2017 de la gira. Aquell setembre, Build-A-Bear va produir un ós basat en el personatge Bloodshot de Valiant.
El 2019, McFarlane Toys va introduir una figura d'acció Bloodshot.

## Premis i reconeixements
- Valiant va ser nomenada "Editor de còmics de l'any - Menys del 4%" per Diamond Comics Distributors als premis Diamond GEM del 2013.[6]
- Valiant va ser nomenada "Millor editora" per Ambush Bug, Matt Adler i The Dean d'Ain't It Cool News el primer dia dels 9ns premis anuals "AICN Comics @$$IE Awards" del 2013.[132]
- Valiant va ser nomenada "Millor editora del 2012" per Sheldon Lee de Comic Impact als premis "Millor del 2012" del 2013.[133]
- Valiant va ser nomenada "Millor editora" del 2012 per Joel Rickenbach de Mania a l'article "Els millors llibres del 2012" del 2013.[134]
- Valiant va ser nomenada "Rellançament més eficaç (aquesta dècada)" pel personal de ComicsAlliance a la columna "Millors còmics del 2012" del 2013.[135]
- Valiant va ser votat com el número 1 a l'enquesta "Which Comic Publisher's Output in 2013 Were You Most Thankful For?" a Comic Book Resources el 2014.[136]
- Valiant va ser nomenat "Item to Watch for 2014" per Rob McMonigal de Newsarama a la columna "The Best of Best Shots 2013" el 2013.[137]
- Valiant va ser nomenat "Millor editor" per Optimous Douche i Ambush Bug de Ain't It Cool News en la seva 10a edició anual dels premis AICN COMICS 10th Annual @$$IE Awards el 2014.[138]
- El 2014, Valiant va ser nominat a 16 premis Harvey, que reconeixen treballs destacats en còmics i art seqüencial.[139]
- El 2015, Valiant va liderar els premis Harvey com l'editorial més nominada amb 20 nominacions.[140]
- El 2016, Valiant va tornar a liderar els Premis Harvey com l'editorial més nominada amb un total de 50 nominacions.[141]
- L'agost de 2016, la còpia número un milió dels còmics X-O Manowar de Valiant va ser consagrada al Geppi's Entertainment Museum, el saló de la fama del còmic i la cultura pop del món, situat al complex històric de Camden Yards de Baltimore.[142][143]